# Martin Herche
Martin Herche (* 21. Februar 1953 in Wriezen) ist ein deutscher evangelischer Theologe und ehemaliger Generalsuperintendent für den Sprengel Görlitz der Evangelischen Kirche Berlin-Brandenburg-schlesische Oberlausitz (EKBO).

## Leben und Wirken
Martin Herche wuchs als ältestes von acht Kindern des Forster Pfarrers Georg Herche auf. Maria Nooke ist eine seiner Schwestern. Sein Abitur legte er am Evangelischen Gymnasium Hermannswerder in Potsdam ab. Er verweigerte den Wehrdienst. Am Sprachenkonvikt in Ost-Berlin und am Katechetischen Oberseminar, der späteren Kirchlichen Hochschule Naumburg (Saale), studierte er Evangelische Theologie. Nach dem ersten theologischen Examen wurde er Vikar in Freyburg an der Unstrut. Im Anschluss daran war er Repetent und Assistent im Fach Kirchengeschichte am Katechetischen Oberseminar in Naumburg. 1982 übernahm er die Pfarrstelle in Heringen/Helme, gefolgt von der Pfarrstelle in Heiligenstadt. Später wurde er Superintendent des Kirchenkreises Eichsfeld in Thüringen. 2001 wurde Herche zum Propst des Sprengels Halle-Naumburg mit Sitz in Halle (Saale) berufen. Im Kontext der Fusion von Evangelischer Kirche der Kirchenprovinz Sachsen und Evangelisch-Lutherischer Kirche in Thüringen zur Evangelischen Kirche in Mitteldeutschland zum 1. Januar 2009 änderte sich die Amtsbezeichnung zu „Regionalbischof“.
Martin Herche war langjähriger Vorsitzender des Finanzausschusses seiner Synode und gehörte zahlreichen Kuratorien an, darunter denen des Diakoniewerks Halle und der Franckeschen Stiftungen. Außerdem war er langjähriger Vorsitzender des Gustav-Adolf-Werks der Evangelischen Kirche der Kirchenprovinz Sachsen. 2010 wurde er in das Domkapitel der Vereinigten Domstifter berufen. Im Ruhestand engagiert sich Herche für die Stadtmission und ist Bundesvorsitzender der "Gemeinschaft evangelischer Schlesier", sowie Vorsitzender im Konvent der ehemaligen evangelischen Ostkirchen.
Im Herbst 2010 wählte ihn die Synode der Evangelischen Kirche Berlin-Brandenburg-schlesische Oberlausitz zum Generalsuperintendenten für den 206.000 Gemeindeglieder zählenden Sprengel Görlitz. Am 1. Januar 2011 trat er das Amt in der Nachfolge von Regionalbischof Hans-Wilhelm Pietz an und wurde am 22. Januar 2011 in der Kreuzkirche zu Görlitz durch den Berliner Bischof Markus Dröge in sein Amt eingeführt. Seine Amtszeit endete mit Erreichen der Pensionsgrenze am 30. September 2018. Seine Nachfolgerin als Generalsuperintendentin des Sprengels Görlitz ist seit dem 1. Oktober 2018 Theresa Rinecker.
Martin Herche ist verheiratet mit der Pfarrerin Sylvia Herche und Vater dreier Söhne und lebt im Ruhestand in Göttingen.

## Weblink
- Kurzbiografie von Martin Herche auf der Seite der EKBO. Abgerufen am 13. Juni 2014.